# Панте-Макасар
Панте-Макасар (порт. Pante Macassar, тетум Pante Makasar) — місто і підрайон в Східному Тиморі. Під час португальської колонізації місто також було відоме як Vila Taveiro.

## Географія
Розміщене на території ексклаву Окусі-Амбено, який розташований в західній частині острову Тимор, приблизно за 281 км від столиці Східного Тимору, міста Ділі, на висоті 189 м над рівнем моря. Є адміністративним центром Окусі-Амбено.

## Населення
За даними на 2010 рік населення підрайону становить 35 226 осіб.
| Східний Тимор | Це незавершена стаття з географії Східного Тимору. Ви можете допомогти проєкту, виправивши або дописавши її. |